# شرق جیونگ، ویکتوریا
شرق جیونگ (به انگلیسی: East Geelong) یک حومه شهر در استرالیا است که در ویکتوریا (استرالیا) واقع شده‌است.